# Edvard Fahlcrantz

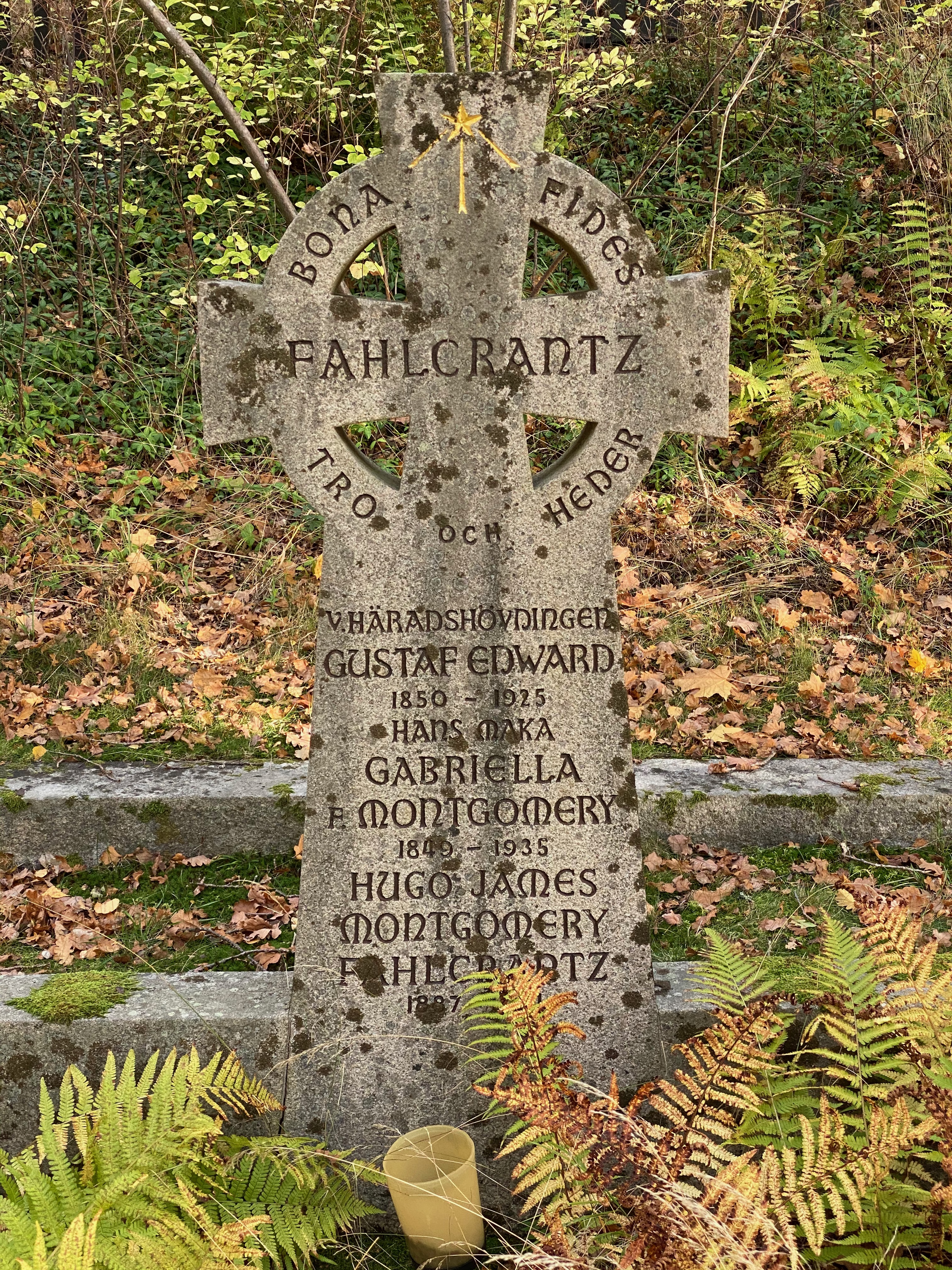
Gravsten på Boo gamla kyrkogård.

Gustaf Edvard Fahlcrantz, född den 8 april 1850 i Norrbärke socken, Kopparbergs län, död den 26 juni 1925 i Stockholm(överkörd av en spårvagn), var en juridisk skriftställare.

## Biografi
Fahlcrantz blev student vid Uppsala universitet 1868, juris kandidat 1876, vice häradshövding 1878, var därefter ägare av en advokatbyrå i Stockholm. 
Han utgav bland annat Vår nämnd och vårt rättsväsende förr och nu. En historisk öfversigt (1898), Våra hofrätter och de rättsökande förr och nu (samma år), Rättfärdighet i rättsskipning. En historisk och jämförande framställning af några hufvudpunkter i vårt rättegångsväsende (1903), i vilka arbeten han yrkar på en reform av svenskt rättegångsväsen.
Bland hans skrifter kan ytterligare nämnas Om rättegångsväsendet i England med svenska paralleller (1885), Bona fides (tro och heder) och öfriga inom romersk rätt främst ledande grundsatser (1906) och Den stora rättsreformen (1915).
Fahlcrantz är begravd på Boo gamla kyrkogård.

## Familj
Fahlcrantz var son till fil. magistern och teologie doktorn Erik Fahlcrantz (1804–1875) och Wilhelmina Eleonora, född Dahlberg samt bror till kyrkoherden i Norrbärke Carl Wilhelm Fahlcrantz (1847–1912).
Fahlcrantz var gift 1883 med Gabriella Montgomery (1849–1935) som var dotter till Carl Hampus Montgomery i adelsätten Montgomery och Sophia, född Dahlqvist, i hennes andra gifte.
Fahlcrantz var syssling till Christian Alfred, Carl Johan och Axel Erik Valerius Fahlcrantz. Sonen Hugo Fahlcrantz var gift med konstnären Greta Fahlcrantz.